# Общество русских дам
О́бщество ру́сских дам — галицко-русская женская организация.
Общество было основано писательницей Клавдией Ивановной Алексеевич в 1878 году во Львове при Успенской церкви. Общество русских дам в начале состояло преимущественно из жён и дочерей членов Ставропигийского института. В Общество вошли Александра Шараневич, Леокардия Мончаловская, Фелина Огоновская, Евгения Павенцкая, Мария Савуляк, Стефания Маркова; всего Общество насчитывало свыше 110 членов. Члены общества должны были культивировать в доме старорусские обычаи и обряды. Кроме того, они устраивали в стенах Ставропигийского института вечера и балы, на которые приглашались другие представители галицко-русского движения.
В 1895 году общество открыло во Львове пансион для учащихся девушек, который работал (с перерывами во время Первой мировой войны) до 1939 года. В 1937—1939 годах Общество издавало «Очаг», русский ежемесячник для женщин, редактор Н. К. Эттингер (вышло 3 номера). Общество и его пансион были закрыты советскими властями в 1939 году после присоединения Галиции к УССР, как и другие галицко-русские учреждения.
Во Львове Общество русских дам занимало дом по улице Корняктов, 1, а в 1930-е годы по улице Бляхарской, 9 (размещалось в историческом здании типографии Ставропигийского института). При Обществе работала библиотека-читальня .
Аналогичная организация на Буковине называлась «Общество русских женщин» (1896—1910).